# Spike Lee
Spike Lee (vlastním jménem Shelton Jackson Lee, * 20. března 1957 Atlanta) je americký filmový režisér, herec, scenárista a producent afromerického původu.

## Život a kariéra
Je synem hudebníka Billa Lee. Pochází z Atlanty, ale vyrůstal v Brooklynu a vystudoval filmovou režii na Tisch School of the Arts. V roce 1983 získal Studentského Oscara za středometrážní absolventský film Joe's Bed-Stuy Barbershop: We Cut Heads.
Svůj první celovečerní film natočil v roce 1986. Ve své tvorbě se často kriticky vyjadřuje o postavení Afroameričanů ve společnosti, proslul také řadou radikálních výroků, v nichž mj. odsoudil fungování filmového byznysu. Byl nominován na Oscara za nejlepší scénář za snímek Jednej správně, za film Dlouhá jízda získal čestné ocenění na Berlinale, je čtyřnásobným laureátem Black Reel Awards. Je také autorem dokumentárních filmů 4 děvčátka (nominace na Oscara za nejlepší dokument) a Hurikán Katrina: rekviem o čtyřech dějstvích (Cena Emmy), natáčí reklamy, byl spolutvůrcem videohry NBA 2K16, vede produkční firmu 40 Acres and a Mule Filmworks. Byl mu udělen Čestný César, Čestný Oscar a Cena Dorothy a Lilian Gishových. V roce 2016 se odmítl zúčastnit předávání Oscarů na protest proti tomu, že nebyl nominován ani jeden herec černé pleti.
V roce 2021 se stal prvním černošským předsedou poroty Filmového festivalu v Cannes.

## Filmografie
- 1986 Ona to musí mít
- 1988 Blázinec ve škole
- 1994 Crooklyn
- 1989 Jednej správně
- 1990 Mý lepší blues
- 1991 Horečka džungle
- 1992 Malcolm X
- 1995 Hra se smrtí
- 1996 Dlouhá jízda
- 1996 Sex po telefonu
- 1998 Nejlepší hráč
- 1999 Krvavé léto v New Yorku
- 2000 Síla klamu
- 2002 25. hodina
- 2002 Dalších deset minut
- 2004 Nesnáší mne
- 2005 Neviditelné děti
- 2006 Spojenec
- 2007 Lovers & Haters
- 2008 Buffalo Soldiers: Odvaha a přátelství
- 2013 Oldboy
- 2015 Chi-Raq
- 2018 Blackkklansman